# エンリ・マルティン
エンリ・マルティン（1992年11月18日 - ）はメキシコのサッカー選手。ポジションはFW。クラブ・アメリカ所属。

## 経歴
2013年にベナドスFCでプロキャリアをスタート。
2014年夏にクラブ・ティフアナに移籍。7月26日のクラブ・アメリカ戦でデビューした。
2017年12月13日、かつてのティフアナの監督であったミゲル・エレーラに誘われクラブ・アメリカに加入した。

### 代表
2015年9月4日のトリニダード・トバゴ代表戦でA代表デビュー。
2020年東京オリンピックのオーバーエイジ枠としても招集を受け、3得点を挙げ銅メダル獲得に貢献した。

## 代表歴

### 出場大会
- メキシコ代表
  - 2022 FIFAワールドカップ

### 試合数
- 国際Aマッチ 41試合 9得点（2015年-）[5]

| メキシコ代表 | 国際Aマッチ | 国際Aマッチ |
| 年           | 出場        | 得点        |
| ------------ | ----------- | ----------- |
| 2015         | 1           | 0           |
| 2016         | 0           | 0           |
| 2017         | 0           | 0           |
| 2018         | 4           | 1           |
| 2019         | 0           | 0           |
| 2020         | 3           | 1           |
| 2021         | 8           | 2           |
| 2022         | 13          | 3           |
| 2023         | 12          | 2           |
| 2024         |             |             |
| 通算         | 41          | 9           |